# Брезник-Жаканський
45°35′ пн. ш. 15°22′ сх. д. / 45.59° пн. ш. 15.36° сх. д.
Брезник-Жаканський (хорв. Breznik Žakanjski) — населений пункт у Хорватії, у Карловацькій жупанії у складі громади Жаканє.

## Населення
Населення за даними перепису 2011 року становило 13 осіб.
Динаміка чисельності населення поселення: